# Đại học Cát Lâm
Trường Đại học Cát Lâm là một trường đại học công lập tại thành phố Trường Xuân, tỉnh Cát Lâm, Trung Quốc. Tháng 6 năm 2000, theo quyết định của Bộ Giáo dục Trung Quốc, Trường Đại học Công nghệ Cát Lâm, Trường Đại học Y Norman Berthune, Trường Đại học Khoa học - Công nghệ Trường Xuân và Trường Đại học Bưu chính Viễn thông Trường Xuân hợp nhất thành Trường Đại học Cát Lâm. Trường có 9 khuôn viên với 43 học viện.
Hiện nay Trường đã thiết lập và có quan hệ trao đổi với hơn 130 trường đại học và viện nghiên cứu thuộc hơn 40 nước và khu vực trên thế giới.
Trường Đại học Cát Lâm có đầy đủ các ngành đào tạo với đầy đủ các bậc học: đại học, thạc sĩ, tiến sĩ, các ngành chính như: Triết học, Kinh tế học, Luật, Văn học, Giáo dục học, Lịch sử, Vật lý, Thể dục thể thao, Xây dựng, Hóa học, Nông học, Y học, Quản lý,...
Trường có ký túc xá dành cho lưu học sinh, trong các phòng đều được trang bị các trang thiết bị hiện đại phục vụ đầy đủ nhu cầu của lưu học sinh.